# Чувашки държавен педагогически университет
Чувашки държавен педагогически университет „Иван Яковлев“ (на руски: Чувашский государственный педагогический университет имени И. Я. Яковлева) е университет в град Чебоксари, Република Чувашия, Русия.
Основан е на 10 юни 1930 година, като в началото има 2 факултета. Ректор на университета е Борис Миронов.

## Факултети
Университетът се състои от 19 факултета:
- Исторически факултет
- Факултет по руска филология
- Факултет по чувашка филология
- Психо-педагогически факултет
- Факултет по предучилищна и поправителна педагогика и психология
- Художествено-графически факултет
- Технолого-икономически факултет
- Музикално-педагогически факултет
- Факултет по физически култури
- Факултет по чуждестранни езици
- Физико-математически факултет
- Биолого-химически факултет
- Факултет по предуниверситетска подготовка
- Факултет по управление